# Fergana (província)
Fergana (em usbeque: Farg'ona) é uma província (viloyatlar) do Usbequistão com capital em Fergana. Tem 6 760 quilômetros quadrados e segundo censo de 2020, havia 3 752 034 habitantes.